# El Despertador Americano
Az El Despertador Americano (címének jelentése: „az amerikai ébresztő”) a mexikói függetlenségi harcosok első újságja volt. Alcíme: Correo político económico de Guadalaxara (Guadalajarai (régi helyesírással guadalaxarai) politikai-gazdasági folyóirat). Első száma 1810. december 20-án jelent meg Guadalajarában, utolsó, hetedik száma 1811. január 17-én.

## Története
Miután Miguel Hidalgo y Costilla vezetésével 1810. szeptember 16-án Dolores városában kitört a mexikói függetlenségi háború, a felkelők megvívtak több győztes és vesztes csatát egyaránt. November 26-án Hidalgo mintegy 7000 embere élén bevonult Guadalajarába, és néhány társával megszervezte a függetlenségi harcosok első kormányát. Ekkor vetődött fel a gondolat, hogy szükség lenne egy újságra is, amelyben leírhatnák gondolataikat és érveiket harcuk mellett.
A város nyomdáját 1792-ben alapította Mariano Valdés Téllez Girón, 1810 végén José Fructuoso Romero működtette. Francisco de la Parra ferences szerzetes javaslatára Romero beleegyezett, hogy Hidalgo mozgalma igénybe vegye a nyomdát saját céljaira. Az újság főszerkesztői feladatait Francisco Severo Maldonado, Ixtlán, majd Mascota papja látta el.
A kiadók úgy gondolták, egy hosszú ideig rendszeresen megjelenő folyóiratot alapítanak, ezért az első szám végén felhívták az olvasók figyelmét, hogy a nyomdában lehetőség van 9 pesóért egy évre előfizetni rá.
A december 20-án megjelenő, 10 oldal terjedelmű első szám kifejtette az Ibériai-félsziget francia megszállásának tragikus következményeit és Joseph Bonaparte kormányának létrejöttének körülményeit, majd megpróbálta meggyőzni az olvasót, hogy fennáll a veszély, hogy a francia seregek, a „katolikus vallás ellenségei”, hamarosan Spanyolország amerikai területei ellen is támadást indíthatnak. Felszólította az új-spanyolországi kreolokat, hogy ébredjenek rá valódi érdekeikre, védjék meg hazájukat és ne féljenek az ilyen forradalmak kezdetekor szükségszerű áldozatoktól és nélkülözésektől. Az újság szerint mindehhez elegendő követni Hidalgót, „az új Washingtont”, és első lépésként fontos megerősíteni a kikötők védelmét mind a Mexikói-öbölben, mind a Csendes-óceán partjain. A helyi spanyol hatóságokat megbízhatatlannak nyilvánította, mivel ők is alávetették magukat a francia megszállók irányításának. Erre bizonyítékul a szuverenitást óhajtó José de Iturrigaray alkirály elleni 1808-as államcsínyt hozta fel. Az írás úgy véli, az Amerikai Egyesült Államok az, amelyik segítséget tudna nyújtani a mexikói nép szabadságharcának.
Következő csütörtökön, december 27-én jelent meg a második szám, ezúttal 8 oldalon. A függetlenségi harc sikerére utaló előjelek felsorolása után folytatta a „riogatást” a francia megszállással, közzétett Cádizból érkező híreket (köztük az éppen akkor zajló venezuelai lázadásról szólókat), valamint megemlítette, hogy Nagy-Britannia milyen szimpátiával viseltetik a mexikói felkelők törekvései iránt. Az újság egy teljesen friss, aznap fél egykor Zacatecasból érkezett hírrel zárul, miszerint a felkelők északi hadserege győzelmet aratott a Durangóból távozó ellenséges hadak felett. Mai kutatások szerint viszont ebben az időben nem történt semmi hasonló esemény, így a hír valószínűleg csak az alapján az üzenet alapján lábra kapott tévedés lehet, amelyet José Mariano Jiménez küldött az északi területekről Hidalgónak. Ebben az időben az északi vidékek lakossága szinte egyöntetűen támogatta a függetlenséget.
A harmadik, 4 oldalas számot különkiadásnak nevezték, mivel nem csütörtökön jelent meg, hanem már 29-én szombaton kiadták. Ebben először egy képzeletbeli felkelő „álmát” meséli el, ezzel is érvelve az ügy támogatása mellett, az utolsó oldalon pedig kis méretű betűkkel valószínűleg maga Maldonado írt az íráshoz egy jegyzetet: „Reméljük, hogy ennek az alvónak a példája, aki álmában megtapintotta a valóságot, ösztönzi majd társait, hogy fejtsék ki tehetségüket igazságos ügyünk érdekében, és hogy hagyjanak fel ezzel a szégyenlős hazafi állapottal, amelyben jelenleg leledzenek.” Ugyancsak ebben a különszámban adtak hírt arról a friss eseményről, hogy José María González de Hermosillo Sonorában győzelmet aratott a spanyolok felett. Évtizedekkel később az ő tiszteletére vette fel Sonora fővárosa, Pitic a Hermosillo nevet.
A negyedik szám ismét csütörtökön, 1811. január 3-án jelent meg, terjedelme 8 oldal. Ismét felszólította a még mindig a spanyolok szolgálatában állókat, hogy álljanak át a függetlenségért harcolók oldalára, majd az inkvizíció Hidaglo elleni rendeletéről elmélkedik. Ebben a névtelen szerző azt írja, hogy az eddig valóban a vallás ügyét szolgáló inkvizíció az utóbbi időkben teljesen elfajzott, és már csak egyfajta politikai juntaként, „vérszomjas klubként” működik. Egy másik írásában már nem csak a kreolokat szólította harcba, hanem a terület összes lakóját, kifejtve, hogy „míg az újgazdag zsarnokok úszkálnak az élvezetekben, addig az éhező és lerongyolódott indiánok mindenben hiányt szenvednek”, és hogy a spanyoloké minden bánya, a legtöbb hacienda, a legszebb és legnagyobb hozománnyal rendelkező nőket veszik feleségül, a legmagasabb tisztségeket töltik be mindenhol. Végül nem csak Hidalgót, hanem Ignacio Allendét, a másik jelentős függetlenségi vezért is dicsérő szavakkal illeti: Mars hadisten kedvenc gyermekének, legyőzhetetlen, rettenthetetlen és emelkedett lelkű kapitánynak nevezi.
Az ötödik szám ismét 8 oldalon, január 10-én került ki a nyomdából. Beszámol az egyébként kis jelentőségű tepecoacuilcói vesztes csatáról José González és a spanyolpárti José Antonio de Andrade között, valamint arról, hogy ugyanezen a vidéken az ellenség mekkora pusztítást végzett a védtelen településeken. Végül bátorító hírként közli, hogy Félix María Calleja katonái közül többen megjelentek Hidalgo előtt és biztosították őt, hogy nincs katona, aki ne „égne a vágytól”, hogy lehetőség adódtával átálljon a függetlenségiek közé.
Másnap máris megjelent a hatodik szám, ezért ezt ismét különszámnak nevezték, de mindössze két oldalas volt. Leközli Jiménez Hidalgónak írt levelét, mely részleteket tartalmaz a felkelők előrehaladásáról Tejas és Altamira (ma Tamaulipas állam) térségében, valamint beszámol róla, hogy serege 8000 katonával rendelkezik, és hogy csatlakoztak hozzá angol–amerikai szövetségesek is. A hírek azonban, mint később kiderült, nem voltak igazak, csak bizonytalan jelentésekre és túlzó reményekre alapozták őket. Valószínűleg az ilyen hírek játszottak szerepet abban, hogy a későbbi vesztes calderón-hídi csata után a felkelők északra vonultak vissza, ahol aztán elfogták őket.
A hetedik, utolsó lapszám január 17-én jelent meg. A 8 oldal legnagyobb részét az a beszámoló foglalta el, amelyben Guanajuato Calleja és Manuel Flon általi véres visszafoglalásáról ír. De egy lap alji megjegyzésben odaírják: ma már az európaiak reszketnek, ha meghallják az amerikai nevet, és ugyancsak remegés fogja el őket, ha a Guadalupei Szűzanya, a függetlenségi harcosok védőszentjének képét látják.
Néhány nap múlva Calleja erői elfoglalták Guadalajarát, majd 28-án perbe fogták az újság szerkesztőit, Maldonado azonban élt a később felajánlott lehetőséggel és átállva a spanyolok oldalára, büntetlen maradt. Még ebben az évben elkezdte kiadni a felkelők ellen szóló El Telégrafo de Guadalajara című lapot.